# Air Defender 23

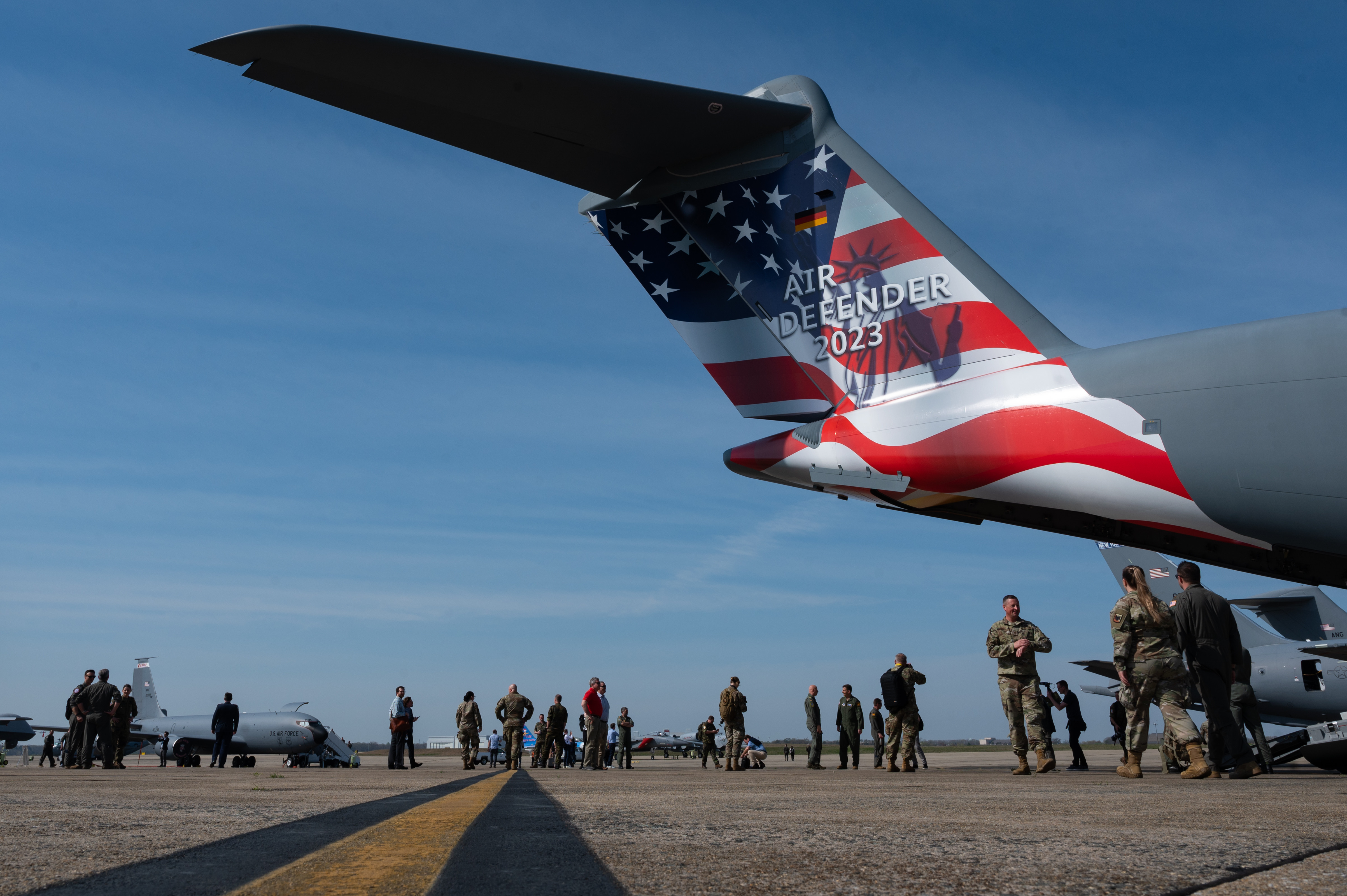
Airbus A400M „54+21“ der Luftwaffe mit Air-Defender-2023-Sonderfolierung

Air Defender 23 war ein Großmanöver der Streitkräfte von Mitgliedsstaaten der NATO und weiteren Staaten im europäischen Luftraum im Jahr 2023. Air Defender 23 war keine NATO-Übung, doch es waren zwei NATO-Manöver darin integriert. Die von der Bundeswehr initiierte Übung war „die größte Luftoperationsübung seit Bestehen der NATO“. An diesem vom 12. bis zum 23. Juni 2023 stattgefundenem Manöver, das schwerpunktmäßig im Luftraum der Bundesrepublik Deutschland ablief und unter der Führung der Luftwaffe der Bundeswehr abgehalten wurde, nahmen bis zu 10.000 Soldaten aus 25 Nationen mit 220 bis 250 Luftfahrzeugen von 20 bis 23 verschiedenen Flugzeugtypen teil.

## Leitung und Struktur
Die multinationale Flugübung Air Defender 23 war eine Verlegeübung von Luftstreitkräften und stand unter deutscher Leitung. Laut der NATO-Kommandobehörde Allied Air Command in Ramstein nahmen Luftstreitkräfte aus 24 Nationen mit 220 Flugzeugen daran teil, die Bundeswehr nannte hingegen 250 teilnehmende „Luftfahrzeuge“. Die Übung „Air Group Exercise (Magdays 23)“ wurde hierbei mit zwei NATO-Übungen („Ramstein Dust 23“ und „Ramstein Guard 23“) kombiniert. Die Übung wurde aus dem Gefechtsstand im Zentrum Luftoperationen in Kalkar geführt.

## Ziele
Laut Generalleutnant Ingo Gerhartz, dem Inspekteur der deutschen Luftwaffe, sollte die Übung zeigen, dass die Luftstreitkräfte als Erst-Reagierende („First Responder“) agieren können. Zudem sollte die NATO-Luftmacht präsentiert werden. Darüber hinaus wollte die deutsche Luftwaffe zeigen, dass sie eine solche Großübung planen, organisieren und durchführen könne.

## Organisation und Ablauf

Karte der Übungsgebiete, Flugplätze sowie Übungsmissionen nach Estland und Rumänien; NATO-Gebiet in Gelb

Das Übungsszenario von Air Defender 23 ging davon aus, dass Deutschland nach einem Überfall aus dem Osten um Beistand nach Artikel 5 des Nordatlantikvertrags gebeten hat und die Verbündeten innerhalb der NATO entsprechend einem Bündnisfall reagieren. Vor und mit Beginn der Übung, mit deren Vorbereitung im Jahr 2018 begonnen worden war, wurden alleine aus den Vereinigten Staaten etwa 100 Flugzeuge der US-Streitkräfte nach Deutschland verlegt, die größtenteils von der Air National Guard aus 42 Bundesstaaten gestellt werden.
Im deutschen Luftraum fanden die Trainingsflüge in drei Sektoren statt: im Übungsgebiet Nord über der Deutschen Bucht, Schleswig-Holstein, Bremen und Niedersachsen, im Übungsgebiet Ost, über allen der neuen Bundesländern und über dem deutschen Teil der Ostsee sowie im Übungsgebiet Süd über Baden-Württemberg, Bayern und Rheinland-Pfalz. Die Übungen fanden ausschließlich werktags und tagsüber statt. Jedes Übungsgebiet in Deutschland sollte einmal täglich für mehrere Stunden von jeweils 40 bis 80 Flugzeugen beflogen werden. Etwa 250 Starts von Militärflugzeugen waren täglich in Deutschland geplant. Tagsüber waren die drei Luftraumsektoren zu bestimmten Zeiten für zivile Luftfahrzeuge gesperrt. Für die Übung wurden insbesondere die Militärflugplätze Wunstorf (in Niedersachsen), Schleswig, Hohn (beide in Schleswig-Holstein) und Lechfeld (in Bayern) in Anspruch genommen. In die Großübung eingebunden waren außerdem die Flugplätze Laage (in Mecklenburg-Vorpommern), Geilenkirchen (Nordrhein-Westfalen), Spangdahlem (in Rheinland-Pfalz), Neuburg (Bayern), Volkel (in den Niederlanden), Krzesiny (in Polen) und Čáslav (in Tschechien). Während des Manövers erfolgten außerdem im Rahmen von Übungsmissionen tägliche Hin- und Rückflüge zwischen Deutschland und Estland sowie Deutschland und Rumänien. Im Übungsgebiet Ost wurde die Abwehr eines Angriffs auf den Hafen Rostock und kritische Infrastruktur in der Ostsee (bspw. Seekabel) simuliert.
Laut Bundeswehr fand die Übung – von Ausnahmen abgesehen, die im Übungsgebiet Ost stattfinden sollen – in Flughöhen zwischen 3.000 bis 10.000 Metern statt. Einschränkungen für die Bevölkerung und die zivile Luftfahrt wurden nach Möglichkeit vermieden; zusammen mit der Deutschen Flugsicherung (DFS), der europäischen Organisation zur Sicherung der Luftfahrt und weiteren Partnern wurden Maßnahmen betroffen, um Flugausfälle auszuschließen. An mehreren Flughäfen wurde das Nachtflugverbot gelockert. Simulationen ergaben, dass es im schlimmsten Fall zu kumulierten Verspätungen von bis zu 50.000 Minuten kommen konnte. Die DFS hatte ihr Personal für den Zeitraum der Übung aufgestockt und zivile Fluggesellschaften und Flughäfen früh informiert. Für das Großmanöver wurde nach Angaben der Bundeswehr auf dem Fliegerhorst Wunstorf das größte mobile Kraftstofflager in der deutschen Geschichte errichtet. Es hatte eine Lagerkapazität von 2,4 Millionen Litern Kraftstoff. Pro Tag wurden 400.000 bis 500.000 Liter Kerosin benötigt.
Die Übung kostete die Bundeswehr rund 5,39 Millionen Euro.

## Beteiligte Staaten
Quelle:
- Belgien
- Bulgarien
- Dänemark
- Deutschland
- Estland
- Finnland
- Frankreich
- Griechenland
- Italien
- Japan
- Kroatien
- Lettland
- Litauen
- Niederlande
- Norwegen
- Polen
- Rumänien
- Schweden
- Slowenien
- Spanien
- Tschechien
- Türkei
- Ungarn
- Vereinigtes Königreich
- Vereinigte Staaten

## Beteiligte Luftfahrzeuge

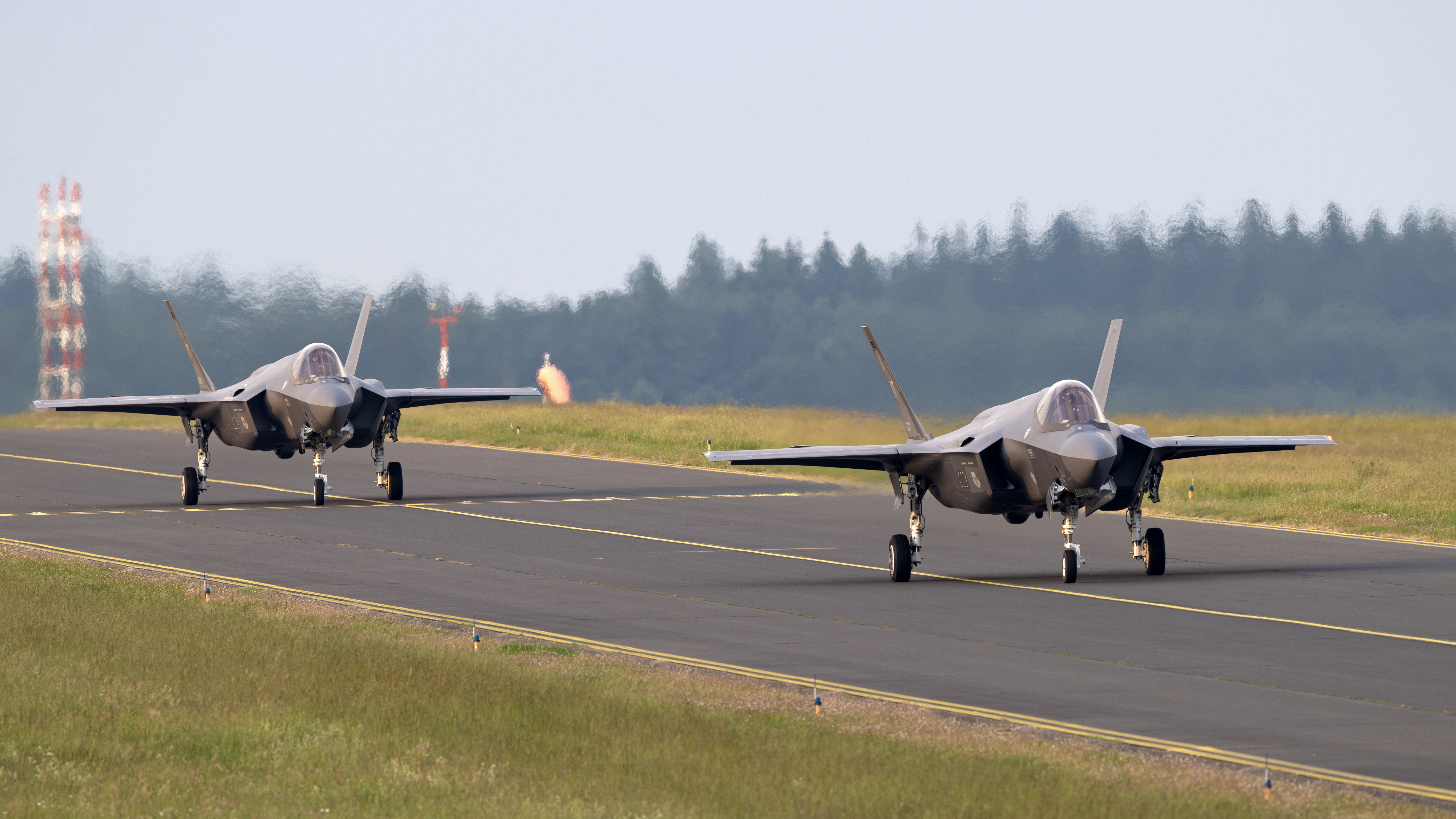
Zwei F-35A Lightning II der US-Luftwaffe auf der Spangdahlem Air Base, Juni 2023

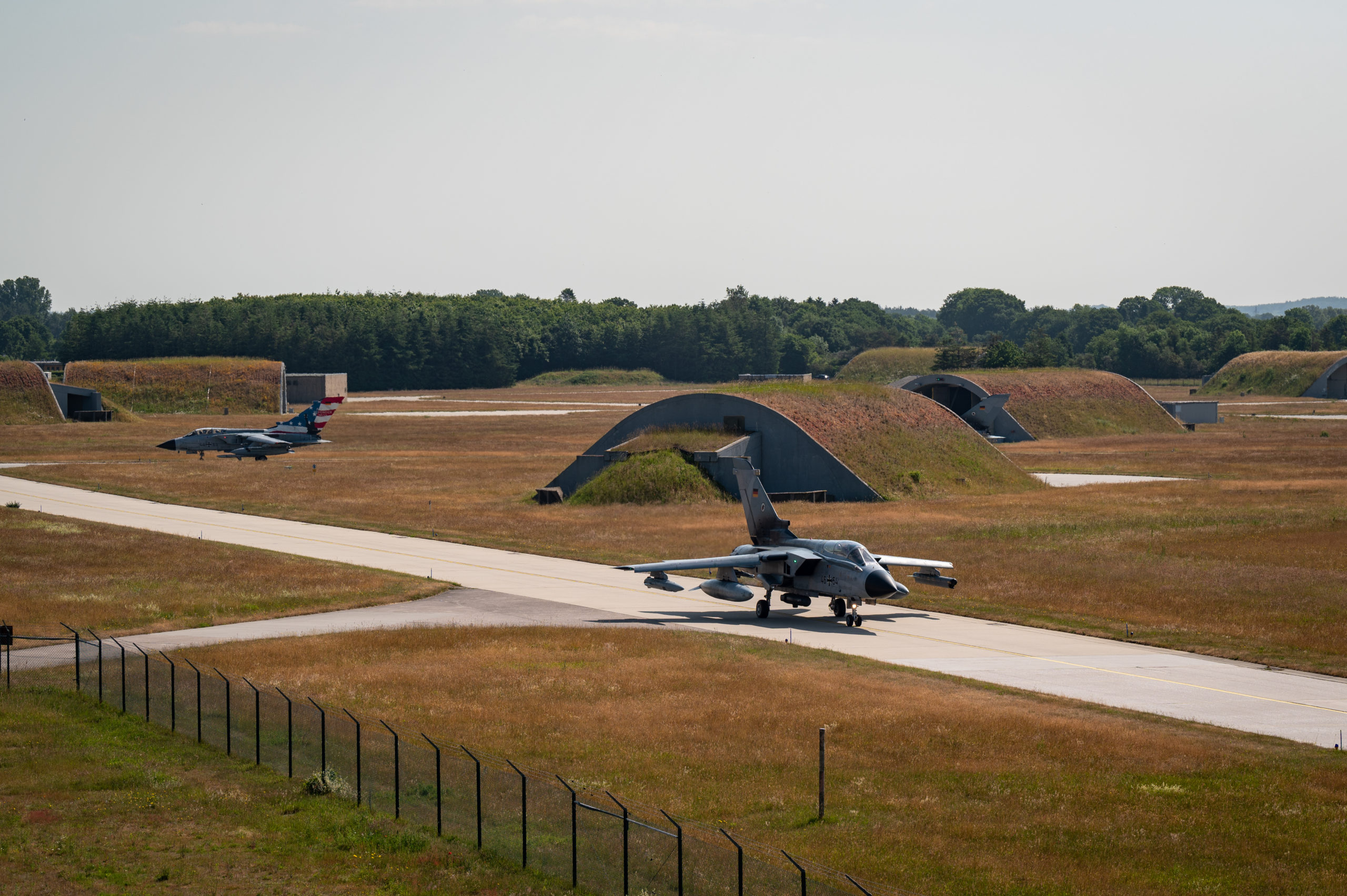
Tornados der Luftwaffe auf dem Fliegerhorst Schleswig am 12. Juni 2023

Der Bundeswehr zufolge nahmen am Manöver Drohnen des Typs MQ-9 Reaper und folgende Flugzeugtypen teil:
- Panavia Tornado
- Eurofighter Typhoon
- A400M
- F-16 Fighting Falcon
- A-10 Thunderbolt II
- F-35 Lightning II
- C-130J Hercules
- F/A-18C/D Hornet
- F-15
- C-17
- B-1
- KC-46
- C-27J
- C-2
- JAS 39 Gripen C/D
- DA 20 Falcon
- KC-135 Stratotanker
- C295M

## Hintergrund
Deutschland erklärte sich 2018 dazu bereit, eine Multinational Air Group (MAG) aufzustellen und zu führen. Der Großverband sollte gemäß Vorgabe seine operationelle Einsatzbereitschaft 2023 anhand einer Großübung (MAG-Exercise; MAGEX) nachweisen. Dabei wurden mehrere kleinere Übungen (MAGDAYS) im Jahresrhythmus als Meilensteine umgesetzt. Das Luftwaffentruppenkommando begann 2019 mit Planungen für die Großübung, das Konzept wurde 2020 dem Inspekteur der Luftwaffe, Ingo Gerhartz, vorgelegt und von ihm genehmigt.
Im Frühjahr 2020 fand mit Unterstützung der Luftwaffe die Übung Defender-Europe 20 statt, bei der das Heer und die Streitkräftebasis Verlegungen einer großen Anzahl an Personal und Material probten. Nach dieser Übung kamen aus dem Bereich der Luftwaffe Rufe nach einer ähnlichen Übung, sodass ein zu MAGEX konkurrierender Ansatz Air Defender entstand. 2021 wurden beide Ansätze in die Übungsspezifikation Air Defender 2023 überführt; im Dezember 2021 übernahm der Kommandeur des Luftwaffentruppenkommandos, Günter Katz, die Verantwortung für die Übung.
Etwa zwei Jahre vor Übungsbeginn erfolgte die Einladung weiterer Nationen sowie die Vorstellung der Übung. Im Juli 2022 fand eine erste Planungskonferenz statt, bei der eine erste Variante der geplanten Übungslufträume vorgestellt wurde, welche zudem jahrelang mit der Deutschen Flugsicherung abgestimmt wurden. Auch wurde die Umsetzung der Themen IT, Sanitätsdienst, militärische Sicherheit und Pressearbeit vorgestellt. Für die operative Planung wurde das Zentrum Luftoperationen hinzugezogen, das nach der Konferenz den Master Air Operations Plan aufstellte, auf dem die Air Tasking Orders für die Übung basieren. Nach der ersten Konferenz erfolgten durch die Teilnehmernationen Standortbegehungen der geplanten deutschen Hauptstandorte zur Prüfung der vorhandenen Infrastruktur.
Im Dezember 2022 erfolgte eine zweite Planungskonferenz, bei der die Luftfahrzeuge auf die Lufträume aufgeteilt wurden und der Master Air Operations Plan finalisiert wurde. Die Abläufe des Plans wurden in einer dritten Konferenz im April 2023 vorgestellt. Vor Beginn der Übung erfolgte eine Communication Exercise als Belastungstest für die Kommunikationswege.

## Fazit
Nach Angaben des Inspekteurs der Luftwaffe, Ingo Gerhartz, war die Militärübung ein voller Erfolg. Ein wichtiges Ziel der Übung, die Maschinen und Systeme unterschiedlicher Luftwaffen in einem Datenverbund zusammenzuschließen, sei erreicht worden.

## Kritik
Vor dem Start der geplanten Übungen gab es eine Protestkundgebung von etwa 300 Menschen am Fliegerhorst Wunstorf.
Die Gewerkschaft der Flugsicherung kritisierte, dass es Verspätungen von insgesamt 50.000 Minuten im zivilen Luftverkehr geben könne und die Verantwortung auf die Mitarbeiter der Deutschen Flugsicherung abgeschoben werde. Angesichts der politischen Lage begrüßte sie das Manöver. Die Deutsche Flugsicherung sagte nach dem Abschluss der Übung, dass die Verspätungen durch Wetterphänomene wie Gewitter im Übungszeitraum höher waren als die durch die Übung selbst verursachten Verspätungen.
Auf eine Kleine Anfrage der Linksfraktion und schriftliche weitere Anfragen der AfD bezifferte die Bundesregierung den Gesamtausstoß an Kohlenstoffdioxid durch deutsche Luftfahrzeuge während der Übung auf rund 12.484 Tonnen CO2-Äquivalente und auf rund 35.000 Tonnen insgesamt von allen beteiligten Luftfahrzeugen in allen Übungslufträumen über Deutschland; dies entsprach 0,47 % bzw. 1,33 % der Treibhausgas-Emissionen deutscher Inlandsflüge 2019.
Die Nichtregierungsorganisation Ohne Rüstung Leben (ORL) lehnte das Manöver Air Defender 23 ab. Im Zusammenhang mit dem russischen Angriffskrieg gegen die Ukraine habe Kriegslogik binnen weniger Monate alle gesellschaftlichen Debatten erreicht. ORL behauptete, Abschreckung und zur Schau gestellte Stärke seien kein Schutz, sondern trügen gefährlich zur Eskalation bei. Das Manöver sei ein „Klimakiller“.